# Гауйский национальный парк
Га́уйский национа́льный парк (латыш. Gaujas nacionālais parks, Национальный парк Гауя) — самый большой национальный парк в Латвии. Расположен на территории 11 краёв: Цесисского, Лигатненского, Аматского, Приекульского, Паргауйского, Сигулдского, Инчукалнского, Кримулдского, Сейского, Коценского и Беверинского.
Парк занимает площадь в 917,90 км² в долине реки Гауя, в нескольких километрах от города Валмиера на северо-востоке до посёлка Мурьяни (Мурьянский мост) на юго-западе. Основан 14 сентября 1973 года и является старейшим национальным парком Латвии. Администрация парка расположена в городе Сигулда.

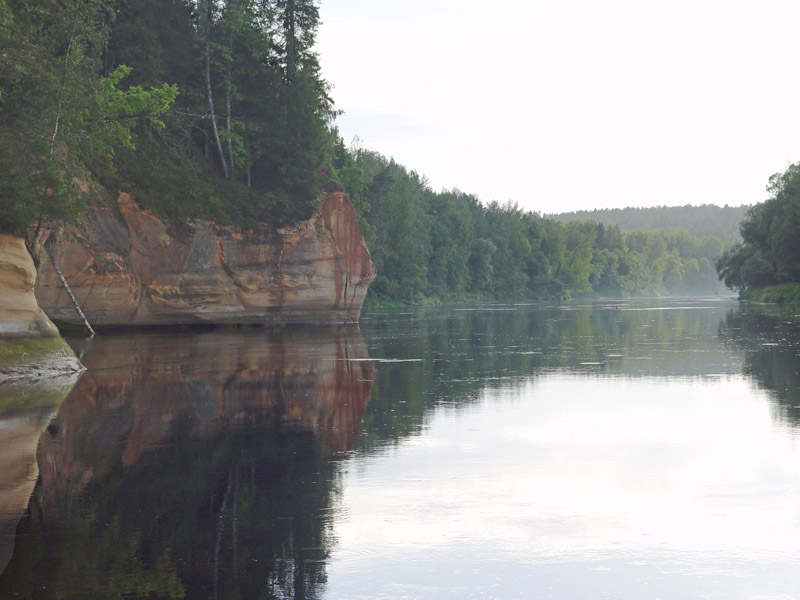
Утесы из песчаника на Гауе в районе Цесиса.

Парк особенно известен благодаря утёсам из девонского песчаника, расположенным вдоль берегов реки Гауя. В некоторых местах в районе Сигулды высота этих утёсов достигает 90 метров. Юго-восточная часть парка является популярным местом отдыха жителей города Риги, а северо-западная часть в большей степени природоохранная зона.
Исторически этот район называли Лифляндской Швейцарией (и по сей день можно услышать это выражение, звучащее по-латышски как Видземская Швейцария — Vidzemes Šveice) и туристы начали здесь бывать ещё в XIX веке.
Кроме городов Цесис и Сигулда, на территории национального парка также расположен Лигатне, а неподалёку находится город Валмиера. Территория парка также включает в себя несколько исторических строений: Турайдский замок, Лиелстраупе (замок и церковь), поместье Унгурмуйжа.
47 % территории парка покрыто лесами, главным образом еловыми и сосновыми, но встречается и лиственная растительность. В парке расположено множество озёр, самым большим из которых является Унгурс.